# Líber Gadelha
Liber Gadelha (Río de Janeiro, 25 de enero de 1957 - Ibidem., 30 de enero de 2021) fue un guitarrista, productor discográfico y empresario brasileño, fundador del sello discográfico Indie Records. Primo de Dedé Gadelha y Sandra Gadelha, primeras esposas de Caetano Veloso y Gilberto Gil, respectivamente, estuvo casado con Zizi Possi y es padre de la cantante Luiza Possi, hija de la pareja.

## Carrera
Gadelha nació en la ciudad de Río de Janeiro el 25 de enero de 1957 y se graduó en la década de 1970 en Berklee College of Music. Fue guitarrista de la banda Jards Macalé en la década de 1970 y se especializó en la producción discográfica, comenzando a trabajar entre bastidores en sellos discográficos. Influenciado por su entorno familiar, conoció a los principales músicos de Río de Janeiro, en especial a Luiz Melodia, con quien se asoció, produciendo sus discos. Se convirtió en productor musical en la década de 1980, cuando conoció y produjo los discos de la cantante Zizi Possi, con quien se casó. A principios de la década de 1990 se casó con la cantante Karla Sabah con quien tuvo dos hijos, Bernardo Saba Gadelha y Marcela Saba Gadelha, y permaneció con ella hasta su muerte. En 2005 fundó el sello discográfico LGK Music, que inicialmente fue distribuido por Sony Music.

### Indie Records
Indie Records surgió en 1997, de un holding dirigido por Mega Studios. El primer éxito llegó con la banda sonora del dibujo “O Máskara”. Otro gran activo del sello fue el lanzamiento del primer disco en vivo del cantante Jorge Aragão. Por primera vez en su carrera, el sambista alcanzó récords de oro y platino.
Además de invertir en nombres consagrados como Boca Livre, Sá y Guarabyra y 14 Bis, Indie se embarcó en el pop con el cantante Vinny, que estalló con el éxito Heloísa, Mexe a Chair, y en el gospel, como la cantante Aline Barros. Otros lanzamientos que se destacaron fueron el cantante Luiz Melodia, el grupo de reggae Maranhão Tribo de Jah y la cantante Eliana Printes.
En 2000, el sello inició una asociación con Universal Music, que comenzó a distribuir los discos de la compañía. Algunos de los artistas, como Jorge Aragão y Aline Barros, fueron incluidos en la colección serie Millennium, creada en 1998 por Universal (que todavía usaba el nombre PolyGram). La asociación terminó en 2003.
En 2006, Liber Gadelha dejó la compañía que fundó y lanzó su nuevo sello, LGK Music, que también trajo a la productora y cantante Karla Sabah, conocida por dirigir varios DVD de artistas que grabaron para Indie (como los bailarines de samba Jorge Aragão, Alcione, Beth Carvalho y el grupo de samba Fundo de Quintal).

## Fallecimiento
Gadelha falleció el 30 de enero de 2021 como resultado del COVID-19.